# Pata Pata
Albums de Miriam Makeba
All About Miriam
(1966) Makeba!
(1967)
Pata Pata est un album de Miriam Makeba, sorti en 1967.

## Album
Miriam Makeba réenregistre dans cet album la chanson Pata Pata, avec laquelle elle avait connu le succès en 1956, mais qu'elle considérait comme sans intérêt. Cette chanson devient un « succès planétaire ».

### Titres
1. Pata Pata (Jerry Ragovoy, Miriam Makeba) – single
2. Ha Po Zamani (Dorothy Masuka) qui veut dire je chant car je le veut
3. What is Love (Jerry Ragovoy) – single
4. Maria Fulo (Sivuca)
5. Yetentu Tizaleny  (M.A. Betresidk)
6. Click Song Number One (Miriam Makeba)
7. Ring Bell, Ring Bell (George David Weiss, Jerry Ragovoy)
8. Jol'inkomo (Gibson Kente, Letta Mbulu)
9. West Wind (Caiphus Semenia, Tom Salter)
10. Saduva (Miriam Makeba)
11. A Piece of Ground